# Polybranchia viridis
Polybranchia viridis är en snäckart som först beskrevs av Gérard Paul Deshayes 1857.  Polybranchia viridis ingår i släktet Polybranchia och familjen Caliphyllidae. Inga underarter finns listade i Catalogue of Life.